# 马济罗
马济罗（法語：Mazirot，法語發音：[maziʁo] ⓘ）是法国大東部大區孚日省的一个市镇，属于讷沙托区。

## 地理
马济罗（48°19'21"N, 6°8'48"E）面积6.55 平方千米，位于法国大東部大區孚日省，该省份为法国东北部内陆省份，北起默兹省和默尔特-摩泽尔省，西接上马恩省，南至上索恩省和贝尔福地区省，东临上莱茵省和下莱茵省。
与马济罗接壤的市镇（或旧市镇、城区）包括：昂巴库尔、阿维莱尔、贝通库尔、绍夫库尔、日尔库尔-莱维耶维尔、米尔库、普赛、维莱尔。

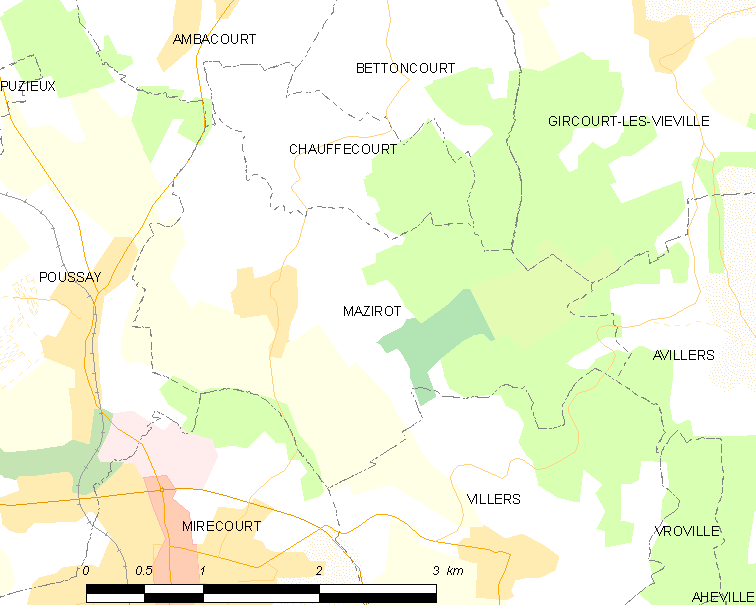
马济罗的OSM定位图

马济罗的时区为UTC+01:00、UTC+02:00（夏令时）。

## 行政
马济罗的邮政编码为88500，INSEE市镇编码为88295。

## 政治
马济罗所属的省级选区为米尔库尔县。

## 人口

1962-2008年间马济罗人口变化图示

马济罗于2022年1月1日时的人口数量为237人。